# St. Laurentius (Korolupy)
| St.-Laurentius-Pfarrkirche Korolupy, Tschechien | St.-Laurentius-Pfarrkirche Korolupy, Tschechien |
| ----------------------------------------------- | ----------------------------------------------- |
| Kirche St. Laurentius                           |                                                 |
| Adresse                                         | 671 07 Uherčice u Znojma Korolupy 58            |
| Konfession                                      | römisch-katholisch                              |
| Gemeinde                                        | Pfarrgemeinde Korolupy                          |
| Aktuelle Nutzung                                | Pfarrkirche                                     |
| Gebäude                                         |                                                 |
| Baubeginn                                       | 1787                                            |
| Erneuerungen und Umbauten                       | 1853, 1860, 1896, 1960 ?, 2004, 2010            |
| Stil                                            | Barock                                          |

Die Kirche St. Laurentius ist eine dem heiligen Laurentius gewidmete römisch-katholische Pfarrkirche in der Kirchenprovinz Mähren, Erzbistum Olmütz, Bistum Brünn. Die Kirche selbst ist ein nationales Kulturdenkmal und ein bedeutendes Baudenkmal der Gemeinde. Sie ragt über die Mitte des Dorfplatzes empor.
Die Gemeinde Korolupy, von jeher nach Bítov eingepfarrt, erbaute 1797–1798 an der Stelle, wo vorher ein Bildstock stand, bei welchem an Sonntagen nachmittags Gebete verrichtet wurden, eine Kapelle zum hl. Laurenz, die am 2. August 1798 benediziert wurde und worin seit 24. Juli 1800 die hl. Messen gelesen werden durften.
Wegen der Entfernung und dem beschwerlichen Weg zur Pfarrkirche durfte seit 1824 vom 1. November bis Ende April alljährlich jeden dritten Sonntag der Gottesdienst von Vöttau daselbst abgehalten werden. Die Kirche stand damals auf der höchsten Stelle des Dorfes.

## Geschichte
Inzwischen hatte die Gemeinde 1806 außerhalb des Dorfes auch den Friedhof hergestellt und seit 1786 mehrmals um Einrichtung einer selbständigen Kuratie, jedoch stets ohne positives Ergebnis, gebeten. Im Jahr 1857 widmete Augustin Beer (in Kurlupp geb., † 20. März 1860) Dekan und Pfarrer zu Waidhofen an der Ybbs zu diesem Zwecke 6 000 fl. C. M. in Staatspapieren und die Gemeinde verpflichtete sich:

„Das Wohn- und Schulhaus aufzubauen und samt der Kirche stets zu erhalten, sondern auch dem Kuraten nebst 4 Mez. Acker und 2 Mez. Wiesen, jährlich 8 Mez. Weizen, 10 Mez. Korn, 15 Mez. Hafer, 2 Mandeln Weizenstroh und 6 Klfr. weiches Brennholz abzuführen. Dies, nebst den Zinsen des obigen Kapitals, ist die Bestiftung der Pfarre.“

Den Tabernakel des Altars hat man 1859 aus wohltätigen Beiträgen (315 fl. ö. M.) schön staffieren lassen. Hinten auf der Rückwand in zwei Metern Höhe hängt ein Bild des heiligen Patrons aus dem aufgehobenen Augustinerkloster in Fratting und neben vier anderen Ordensheiligen. Mehrere Kaseln (darunter eine kostbare mit Silber) wurden erworben. Ein Wohltäter spendete auch sechs hölzerne vergoldete Leuchter. Das Positiv mit vier Registern wurde jedenfalls hergestellt. Im Jahr 1853 hat man eine Sakristei zugebaut, wozu der Stifter der Pfründe 168 fl. ö. M. beitrug. Beim Turm, der neben der Uhr auch zwei neue Glocken von 1,5 a 0,5 St. trägt, steht vor dem westlichen Eingang ein massives Kreuz aus Granit, ebenfalls eine wohltätige Gabe, sowie fast alle Messekleider und Kirchengeräte (darunter ein Silberkelch von 30,5 Litern, eine vergoldete Monstranz aus Kupfer, ein Ziborium, eine silberplattierte Lampe, zwei solche Messkännchen mit Tablett, sechs große Kerzenleuchter aus Zinn, ein Traghimmel, drei neue Kaseln, Kirchenwäsche, Altarpolster, Ministranten- und Mesnerröcke usw.) Der Stifter der Kuratie dotierte auch ein Requiem für sich mit 2100 fl., wovon die Kirche jährlich 31 fl. 50 kr. bekam, und aus dem Nachlass des ohne Testament gestorbenes Pfarrers Schmiedmayer dürfte sie bei 2100 fl. erben.

### Pfarrhaus
Das auf Kosten der Gemeinde 1857 neu erbaute einstöckige Pfarrhaus wurde mit Ziegeln gedeckt und enthält vier Zimmer, welche damals falsch geplant wurden. Beide Kuraten mussten eine hohe Summe für neue Einrichtungen verwenden. Auf Kosten der Gemeinde kam 1861 eine neue Scheune und auch ein Gemüse- und Obstgarten mit 80 m² hinzu.

### Pfarrer
Der erste präsentierte Pfarrer seit dem 29. Dezember 1857 war Johann Schmiedmayer, vorher ein Kooperator zu Waidhofen an der Ybbs, geboren 1820 in Budweis (Böhmen), ord. 1845, gestorben 30. Mai 1860. Ab dem 6. August 1860 wirkte in der Gemeinde Joseph Erhard, geboren 1817 im Brno, vorher im Lančov
(Pf. Josef Anderl, Pf. Josef Václavík, Pf. Anton Pošvář, Pf. Franz Peroutka, Pf. Julius Apeltauer – vertrieben im Jahr 1946, nach 1945 – Pf. Gazda, Pf. Kasal, Pf. Doubravský, Pf. Handlíř).
Ab 1. Januar 2006 ist der Administrator excurrendo P. Milan Plíšek für Korolupy zuständig. Pfarrvikar Stanislav Kryštof (geboren am 21. Dezember 1939 in Dubňany) amtiert seit 2007 in Korolupy. Er wurde 1983 in Šlapanice geweiht und danach von 2002 bis September 2007 in Kdousov (Dekanat Velké Meziříčí) tätig.

## Orgel
Die Orgel baute der Orgelbauer Karel Neusser von Nový Jičín im Jahr 1900. Richard Stehlik (Organist) hat die Orgel im Jahr 1990 neu abgestimmt und im Jahr 2000 wurden repariert. Nicht nur die Kirche, sondern auch die Orgel sind unter dem Kulturdenkmalschutz registriert.
Die Orgel hat einen Tonumfang im Manual von C bis f3, im Pedal bis c1.
Disposition
- Principal 8′
- Subbas 16′ Mf
- Gedekt 8′
- Cello 8′ F
- Salicional 8′
- Oktava 4′
- Mixtur 2f